# Саєнко Дмитро Олександрович (доброволець)
Дмитро́ Олекса́ндрович Сає́нко (20 листопада 1981 — 23 жовтня 2016) — боєць Української Добровольчої Армії; учасник російсько-української війни.

## Короткий життєпис
Народився 1981 року в місті Дніпро. Закінчив 9 класів школи № 119; вище професійне училище — де здобув спеціальність «тракторист, водій широкого профілю». Від 1999 року займався євроремонтами, мріяв стати військовиком — як його дідусь.
Мобілізований до лав ЗСУ 22 квітня 2015 року, 1-й резервний батальйон Північного оперативно-територіального об'єднання НГУ.
Після закінчення строку служби повернувся на фронт добровольцем — боєць роти «Чорний Туман» Української Добровольчої Армії.
23 жовтня 2016 року загинув під час бойових дій у «промзоні» Авдіївки — накрив собою гранату та врятував життя побратимам.
25 жовтня 2016-го похований на кладовищі села Дороге (Дніпровський район).

## Нагороди
- В 2021 році нагороджений орденом «За мужність» III ступеня (посмертно)[1]